# Dzikie łabędzie (film)
Dzikie łabędzie (ros. Дикие лебеди, Dikije lebiedi) – radziecki film animowany z 1962 roku wyreżyserowany przez małżeństwo: Michaiła Cechanowskiego i Wierę Cechanowską. Film powstał na podstawie bajki Hansa Christiana Andersena o tej samej nazwie. Jest nietypowy dla radzieckich filmów animowanych z tego okresu, został bowiem nakręcony w formacie panoramicznym.

## Wersja polska
W Polsce film został wydany na kasetach VHS i DVD.

### Wersja VHS
Dzikie łabędzie (ang. Swans) – angielska wersja z 1990 roku wyreżyserowana przez Jima Terryego z muzyką Bullets.
Dystrybucja: Muvi. Wersja z dubbingiem angielskim i polskim lektorem. 
- Wersja polska: Studio Opracowań Filmowych w Łodzi
- Tekst: Bożena Bokota
- Lektor: Jerzy Rosołowski

Wersja wydana w serii Bajki mojego dzieciństwa.
- Dystrybucja: Demel[3].

### Wersja DVD
Wersja wydana na DVD w serii: Michaił Barysznikow - bajki z mojego dzieciństwa: Dzikie łabędzie (odc. 2).
Dubbing
- W wersji polskiej udział wzięli: Hanna Kinder-Kiss i Adam Wnuczko
- Tłumaczenie: Maciej Rosłoń

## Fabuła
Dawno, dawno temu w odległej krainie żył sobie król, który miał 11 synów i jedną córkę, której na imię było Eliza. To było radosne królestwo i szczęśliwe czasy. Król jednak postanawia się ożenić. Jego nowa małżonka sieje niepokój na zamku, jest nie tylko złą kobietą ale do tego czarownicą. Przemienia królewskich synów w łabędzie i wypędza ich z zamku. Eliza musi przejść wiele prób, aby pokonać zło i uwolnić swoich braci spod czaru złej macochy.

## Postacie[a]
- Eliza – córka króla, jest piękną dziewczyną, ma jasną cerę i długie blond włosy. Kocha bardzo swoich braci. Szuka ich bez przerwy. Jest gotowa poświęcić swoje życie, by ich ocalić.
- synowie króla – jest ich jedenastu, wszyscy bardzo się kochają, dzięki wytrwałości ich siostry zostają uwolnieni od zaklęcia złej macochy. Wiekowo wygląda to następująco:
  - Krystian – najstarszy z braci, ma ciemne włosy, dowodzi resztą w walce ze strażnikami arcybiskupa o wolność ich siostry Elizy
  - Karol (Claus)
  - Tom i Jerry (Hans i Newt) – pierwsze bliźniaki
  - Henry (Hermann)
  - Alfred i Aleksander (Otto i Ferdynand) – drugie bliźniaki
  - Adam, Edward i Antoni (Johan, Justin i August) – trojaczki
  - Piotr (Peter) – najmłodszy z braci, odnajduje Elizę w więzieniu, informuje pozostałych, że ich siostra ma zostać spalona na stosie.
- król ojciec – bardzo kocha swoje dzieci, żeni się ze złą czarownicą, wypędza córkę Elizę z zamku po tym, jak jej nie poznaje.
- zła macocha (królowa Hildegarda) – druga żona króla, która przy pomocy czarów przemienia jego synów w łabędzie i wypędza ich z zamku. Zmienia Elizę nie do poznania, odbierając jej urodę. Jest zimną kobietą o bladej cerze i czarnych długich włosach.
- staruszka (wróżka) – mówi Elizie, że jest jej przyjaciółką i że widziała jedenaście odlatujących pięknych łabędzi z koronami na głowach. Wyrzucona z pałacu Eliza zamieszkuje w jej domu.
- młody król – gdy tylko poznaje Elizę, zakochuje się w niej od pierwszego wejrzenia i bierze z nią ślub. Nie rozumie jednak poczynań żony, trudno mu się pogodzić z myślą, że jego ukochana może być czarownicą.
- arcybiskup – nie chce pozwolić na ślub młodego króla z Elizą, sądzi, że dziewczyna jest czarownicą i chce ją spalić na stosie. Uważa, że odpowiednią wybranką dla młodego króla jest Marta.
- Marta – chce zostać żoną młodego króla.
- Angelo – sługa arcybiskupa, który prowadzi Elizę na stos. To on ma właśnie za zadanie śledzić poczynania młodej królowej i informować o wszystkim arcybiskupa.
- kruk – opowiada całą historię o Elizie i jej zaklętych braciach, informuje młodego króla, że jego żonę Elizę chcą spalić na stosie.
- myszki – pomagają Elizie szyć ubranka z pokrzyw, aby odczarować jej braci spod klątwy złej macochy.

## Obsada (głosy)
- Walentina Tumanowa – Eliza
- Jelena Ponsowa – zła macocha, staruszka, kruk
- Anatolij Szczukin – król
- Siergiej Martinson – urzędnik króla
- Wiktor Siergaczow – młody król (głos)
- Askold Biesiedin – młody król (wokal)
- Erast Garin – arcybiskup

## Animatorzy
N. Awstrijska, Boris Butakow, Jelena Chłudowa, N. Czernowa, Konstantin Czikin, Iwan Dawydow, Faina Jepifanowa, Wiaczesław Kotionoczkin, Walentin Kusznieriow, W. Maksimowicz, K. Małyszew, Erast Mieładze, Rienata Mirienkowa, T. Pomierancewa, Lidija Riezcowa, W. Rogow, Ł. Rybczewska, A. Sysojew, Wiktor Szewkow, Tatjana Taranowicz, Je. Wierszynina, Władimir Zarubin